# Sân bay Lycksele
Lycksele Airport là một sân bay ở Lycksele, Thụy Điển (IATA: LYC, ICAO: ESNL). Sân bay này có một đường băng dài 2001 mét bề mặt nhựa đường.
Thống kê lượng khách qua các năm:
- Năm 2005: 23 403
- Năm 2006: 26 191
- Năm 2007: 26 929
- Năm 2008: 25 564

## Các hãng hàng không và tuyến bay
- NextJet (Stockholm-Arlanda, Arvidsjaur).